# Saigon FC
El Saigon Football Club fue un equipo de fútbol de Vietnam que jugó en la V.League 1, la liga más importante en el país y era administrado por Saigon Football Development Joint Stock Company. El nombre del club se estableció como resultado de un club conocido como Hà Nội que cambió de nombre y se trasladó en 2016 a Ciudad Ho Chi Minh.

## Historia
El precursor del equipo es el equipo del Viettel, cuya composición de jugadores juveniles del The Cong a partir de los 19 años. En 2009, el equipo The Cong fue suprimido por el Ministerio de Defensa y transferido a Viettel Corporation. El equipo principal pasó a llamarse Viettel Football Club, y poco después fue transferido a la provincia de Thanh Hoa con el nombre de Thanh Hoa Football Club. En cuanto al equipo juvenil, desde 2008 se ha organizado en un equipo de fútbol del Centro de Fútbol Viettel. Justo en ese año, el equipo ganó el 3.er puesto del campeonato tras ganar el Ministerio de Seguridad Pública; hasta 2009, el equipo ganó el 2.º puesto en la segunda división y subió a jugar en la primera división en 2010. Al final de la temporada 2010, T&T Sports Joint Stock Company compró el equipo y le cambió el nombre por el de Club Ministerio de Hanoi[6]. En la primera temporada con el nuevo nombre, el equipo terminó 8.º de 14 equipos.
En la temporada 2012, el equipo obtuvo el subcampeonato de primera, pero no pudo ascender porque compartía el mismo jefe que el equipo que jugaba en la V. Liga, el Hanoi T&T, por lo que tuvo que seguir jugando en primera. A principios de 2013, el equipo fue transferido y pasó a ser gestionado por la Hanoi Football Development Joint Stock Company, cuyo propietario es Nguyen Giang Dong.

### Llegada a la V.League y cambio de nombre
En la temporada 2016, el Hanoi Club jugó en la V.League 1.
El 31 de marzo de 2016, la Hanoi Football Development Joint Stock Company cambió su nombre por el de Saigon Football Development Joint Stock Company, todavía propiedad del propietario Nguyen Giang Dong (suegro del jugador Nguyen Van Quyet). Al mismo tiempo, la empresa envió una carta oficial a la Federación Vietnamita de Fútbol (VFF) solicitando cambiar la sede y el nombre justo en medio de la temporada de fútbol del campeonato nacional de 2016. El 4 de abril de 2016, la VFF accedió a que el club de Hanói cambiara su nombre por el de Saigon Football Club y registrara el estadio Thong Nhat como sede en la V.League 1 2016.
En febrero de 2021, Saigon anunció un acuerdo de cooperación con el club japonés FC Tokio, que incluye planes para el inicio de una academia de fútbol conjunta en Vietnam.

### Desaparición
Tras el descenso en la temporada 2022 y problemas relacionados con el propietario del club, el equipo fue disuelto y su lugar fue vendido al Lam Dong FC para la temporada 2023.

## Participación en competiciones de la AFC
| Temporada | Torneo   | Ronda          | Club                       | Resultado |
| --------- | -------- | -------------- | -------------------------- | --------- |
| 2021      | Copa AFC | Fase de grupos | Kedah FA                   |           |
| 2021      | Copa AFC | Fase de grupos | Lion City Sailors FC       |           |
| 2021      | Copa AFC | Fase de grupos | Ganador de la eliminatoria |           |